# Giji Harem
Giji Harem (jap. 疑似ハーレム) ist eine Mangaserie von Mangaka Yū Saitō, die ab 2018 zunächst auf Twitter und danach in gedruckter Form erschien. 2024 kam eine Umsetzung als Anime-Fernsehserie heraus, die international als Pseudo Harem veröffentlicht wurde. 

## Inhalt
Eiji Kitahama ist im zweiten Jahr der Oberschule und Teil des Theaterklubs, in dem er für das Bühnenbild verantwortlich ist. Die jüngere Mitschülerin Rin Nanakura wird von ihm in den Klub gelotst und beide freunden sich schnell miteinander an. Die süße Nanakura will gern ständig ihr Schauspiel üben und macht sich dabei Kitahamas mehr versehentlich offenbarten Wunsch nach einem Harem – wie er in manchen Animeserien vorkommt – zunutze und spielt ihm Mädchen in unterschiedlichen, oft typischen oder klischeehaften Rollen vor. Sie haben viel Spaß miteinander und Nanakura ist auch bei den anderen im Klub beliebt und für ihr Schauspieltalent geachtet. Doch mit ihren Gefühlen, die sie bald für Kitahama entwickelt, kann sie zwischen all den Rollen, die sie für ihn spielt, nur noch schwer zu ihm durchdringen.

## Veröffentlichung
Der Manga wurde von Yū Saitō zunächst auf der Plattform Twitter veröffentlicht, die erste Folge am 20. Juni 2018 und die letzte am 5. März 2021. Ab dem 12. Januar 2019 erschien die Serie zusätzlich im Magazin Gekkan Shōnen Sunday. Dort wurde sie am 12. März 2021 abgeschlossen. Der Verlag Shōgakukan brachte die Kapitel auch gesammelt in sechs Bänden heraus.

## Anime-Adaption
Beim Studio Nomad entstand unter der Regie von Toshihiro Kikuchi eine zwölfteilige Animeserie auf Grundlage des Mangas. Das Drehbuch schrieb Yūko Kakihara. Das Charakterdesign entwarf Yoshihisa Sato und die künstlerische Leitung lag bei Shinji Katahira, während Kei Machida für die Kameraführung verantwortlich war. Die Tonregie führte Takuya Satō. Die Serie wurde im April 2023 erstmals angekündigt. Die je 23 Minuten langen Folgen wurden vom 4. Juli bis 20. September 2024 von Tokyo MX, BS Fuji und AT-X in Japan gezeigt. Zugleich wurde der Anime von der Plattform Crunchyroll international per Streaming veröffentlicht, unter anderem mit deutschen Untertiteln sowie mit Synchronfassungen in Spanisch und Portugiesisch.

### Synchronisation
| Rolle                    | japanischer Stimme (Seiyū) |
| ------------------------ | -------------------------- |
| Eiji Kitahama            | Nobuhiko Okamoto           |
| Rin Nanakura             | Saori Hayami               |
| Motokuni Nakayama        | Junichi Suwabe             |
| Tsuguto „Tsū-chan“ Iwata | Kōji Yusa                  |
| Ayaka Nanakura           | Mai Narumi                 |
| Megu                     | Maria Abo                  |
| Kiri Shirasawa           | Minako Satō                |

### Musik
Die Musik der Serie wurde komponiert von Takeshi Watanabe. Das Vorspannlied ist Blouse von Gohobi und für den Abspann verwendete man das Lied Ad Lib von Saori Hayami, die auch die Protagonistin spricht.